# Monumento al libro
Monumento al libro (en catalán: Monument al llibre) es una obra escultórica situada en la intersección de la Gran Vía de las Cortes Catalanas con el Paseo de Gracia de Barcelona. Concebida como poema visual, fue creada en 1994 por Joan Brossa.

## Historia
Desde 1951 el Gremio de Libreros de Viejo de Cataluña organiza anualmente en Barcelona la Feria del Libro de Ocasión Antiguo y Moderno. En 1994 la corporación encargó un monumento conmemorativo de la muestra al poeta Joan Brossa, quien contó con la colaboración del diseñador gráfico Josep Pla-Narbona. El monumento, concebido por Brossa como un poema visual o poema urbano, fue originalmente diseñado como un tentetieso que podía moverse con el impulso de las manos. Finalmente, sin embargo, quedó como una pieza inamovible.
El monumento se colocó en los Jardines Reina Victoria de la Gran Vía, en su intersección con el Paseo de Gracia, donde se instalan las paradas de la Feria del Libro de Ocasión. Fue inaugurado el 16 de septiembre de 1994, coincidiendo con el inicio de la 43a edición de la muestra. La obra fue objeto de restauración en 2002. Debido a la oxidación, las hojas originales de hierro, tuvieron que ser reemplazadas por láminas de acero.
Desde 1997 el Gremio de Libreros de Viejo, coincidiendo con la celebración de la Feria, coloca a los pies del monumento una placa de homenaje a un escritor catalán.

## Características
La obra recrea un libro entreabierto sobre una base semiesférica azul. Se trata de un poema visual: como un tentetieso, el libro nunca puede caer al suelo y aunque pase por momentos críticos, siempre vuelve a enderezarse. El símbolo del tentempié, en catalán: saltamartí, ya había sido usado por Brossa en 1963, en un poema con ese título, en referencia al pueblo.
El monumento está realizado con planchas pintadas de acero inoxidable que recrean las tapas y las hojas del libro (originalmente de hierro). La figura, de 2,16 m de altura, reposa sobre una base rectangular de granito gris, de 0,86 metros de altura y 1,40 m de ancho. Sobre esta superficie están colocadas las placas firmadas por los escritores catalanes que son homenajeados anualmente por el Gremio de Libreros de Viejo. La relación de placas, según su año de colocación, es la siguiente:

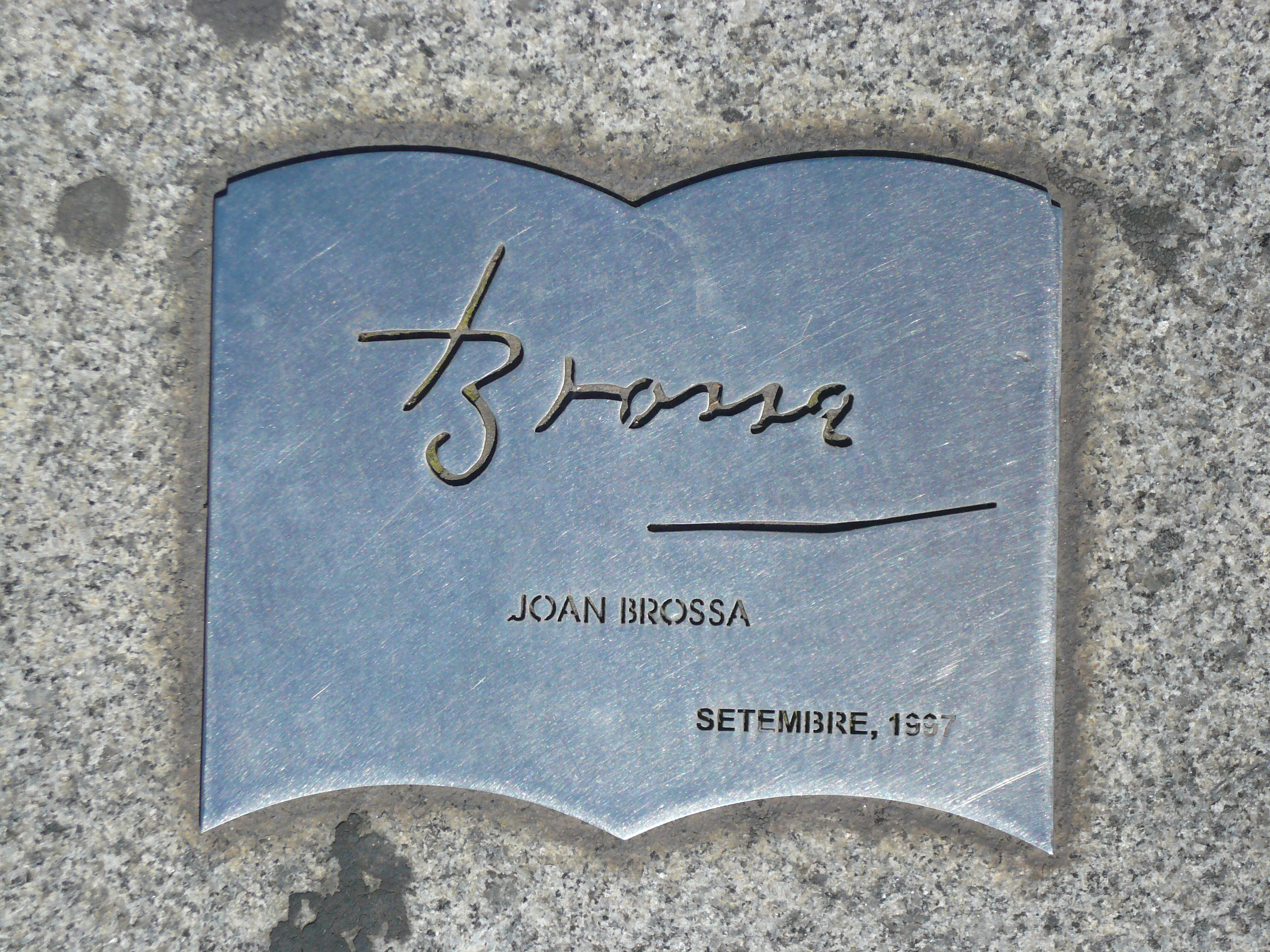
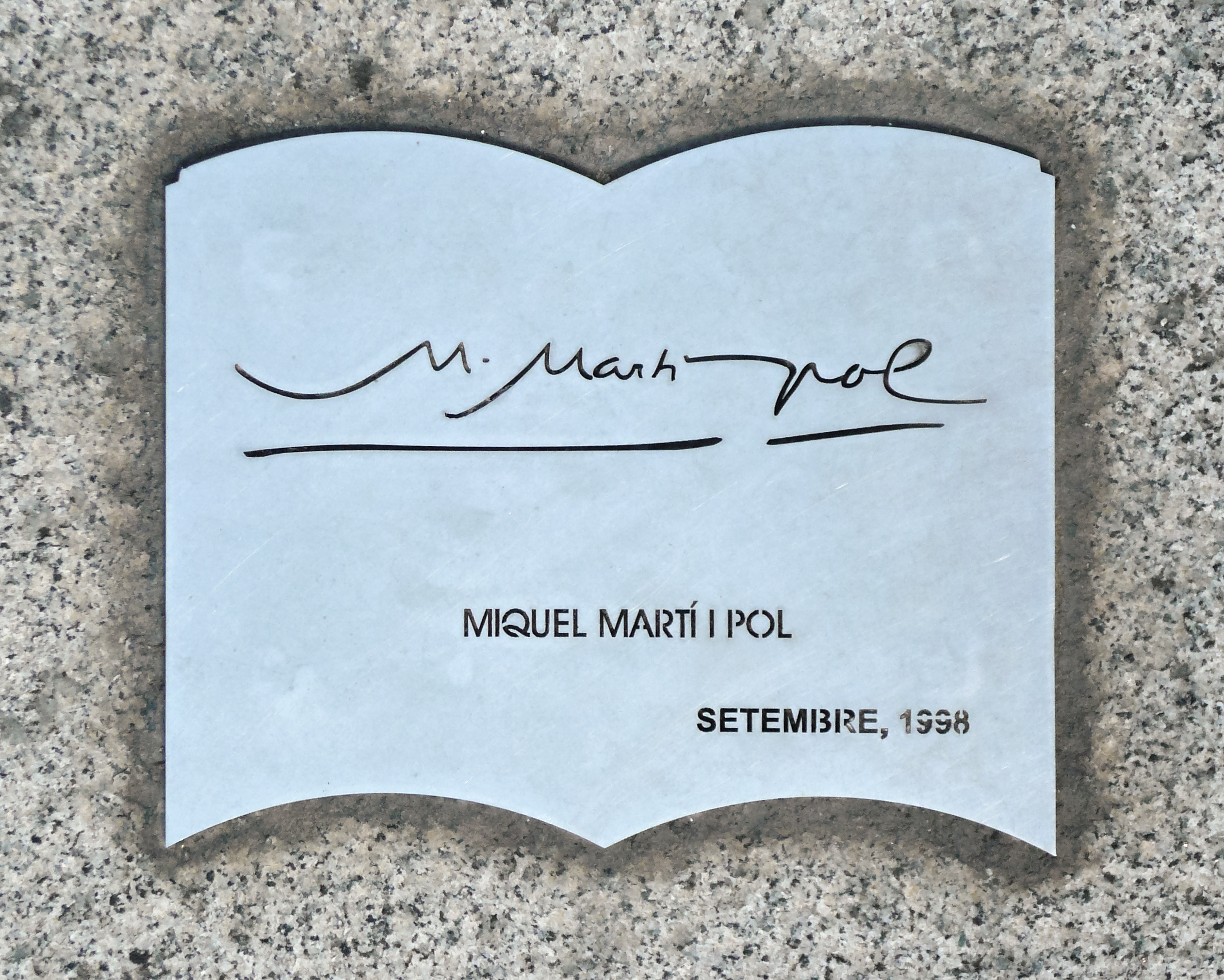
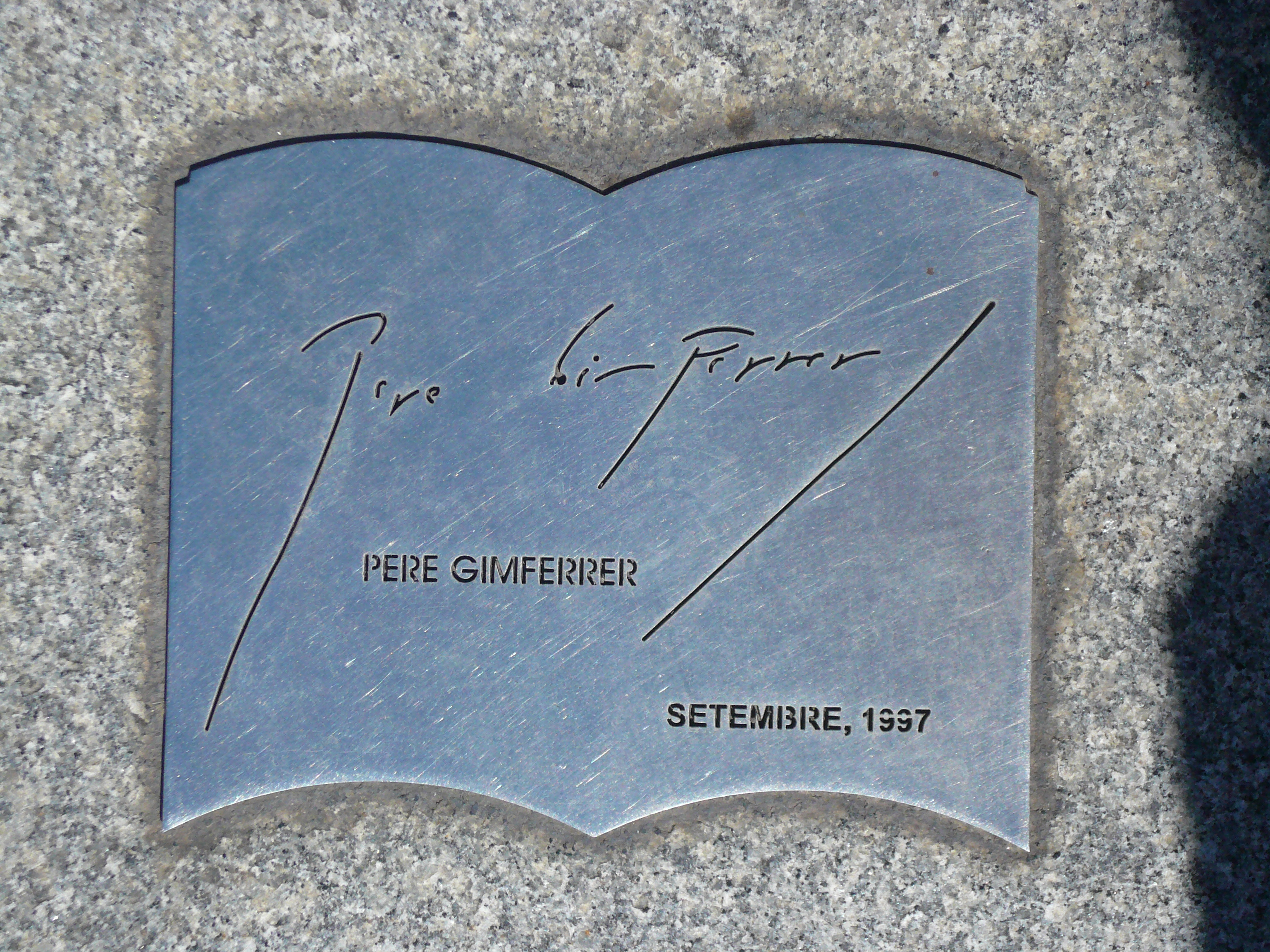
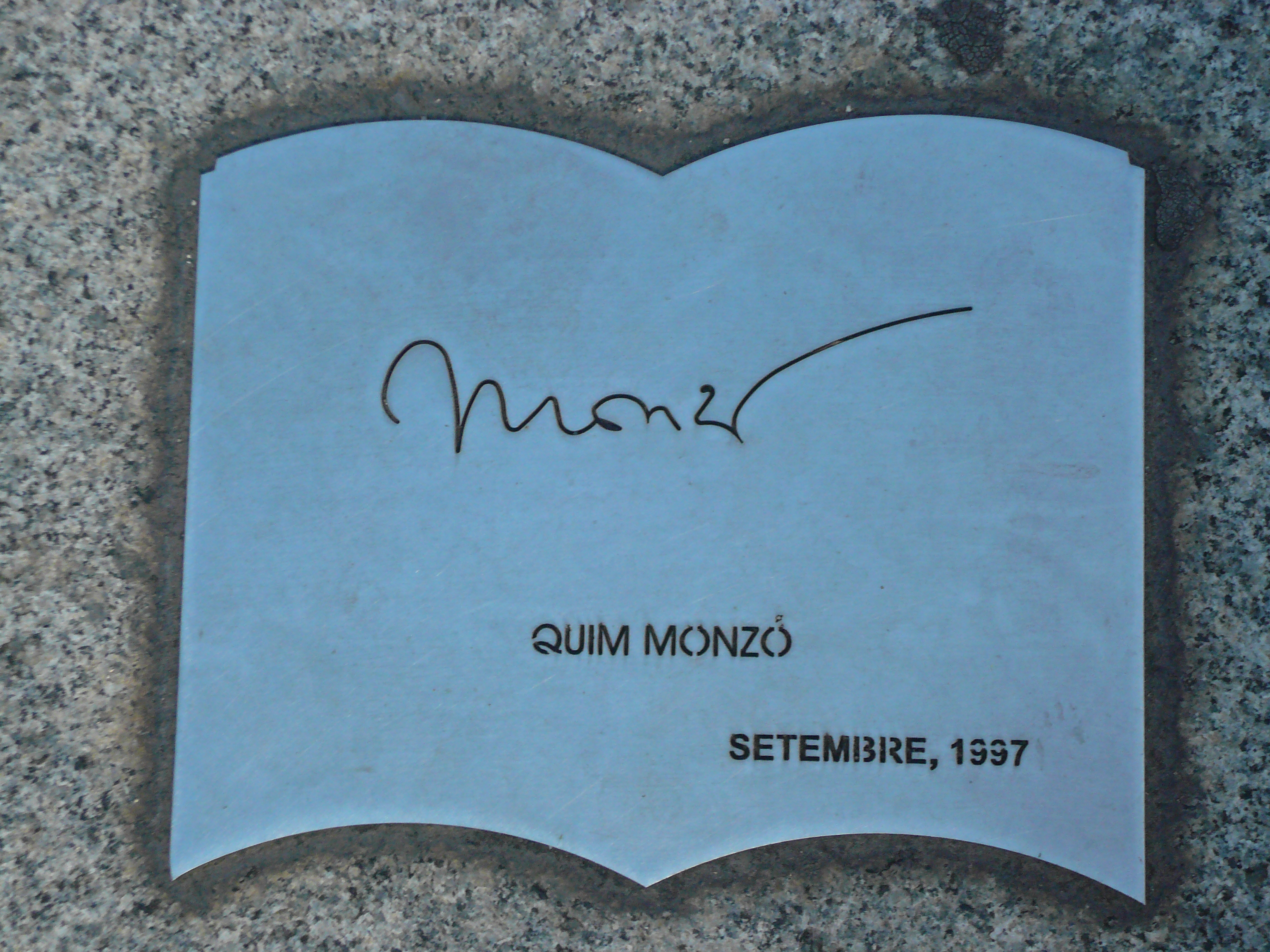
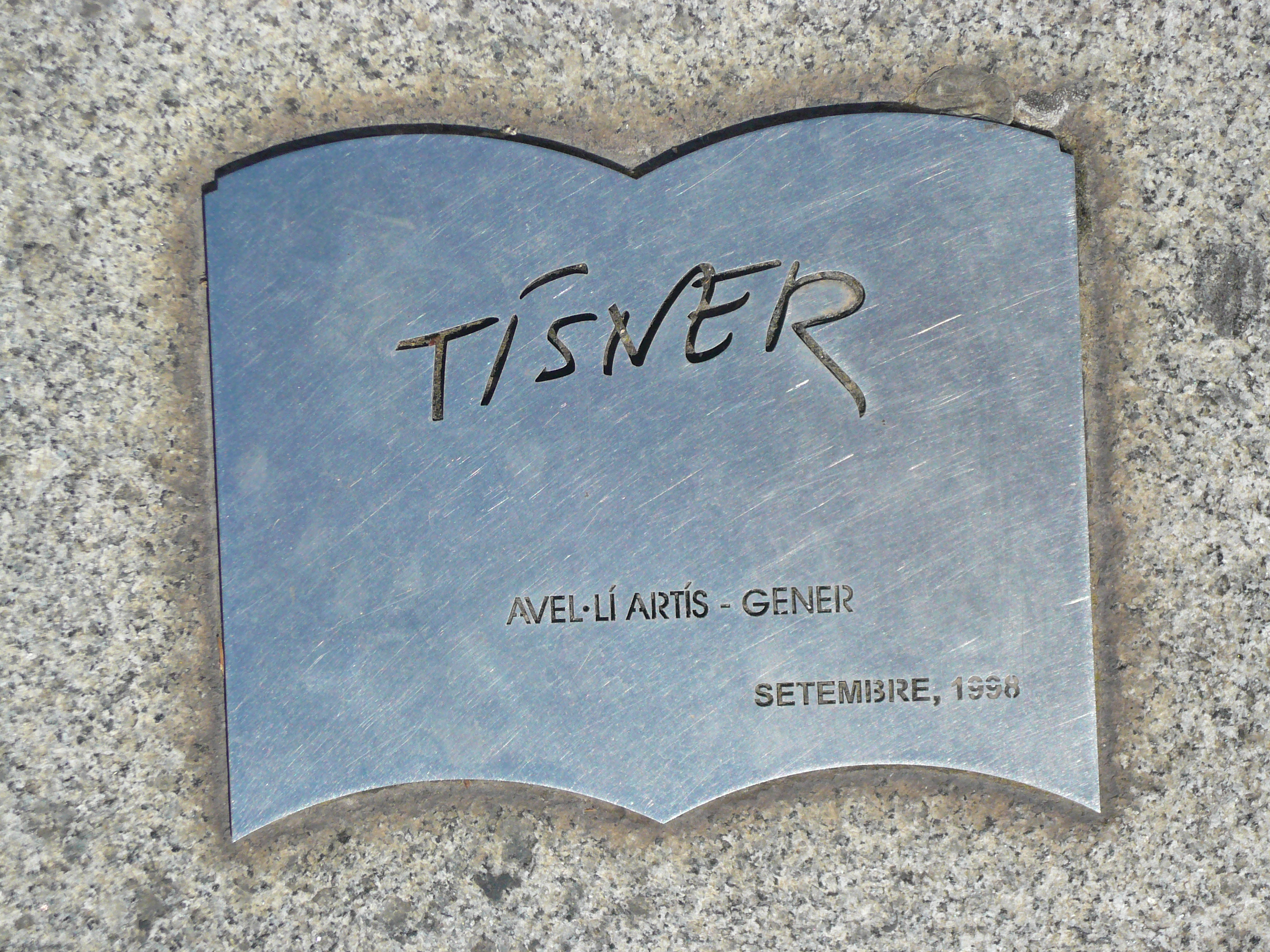

| - Joan Brossa (1997) - Josep Maria Benet i Jornet (1997) - Pere Gimferrer (1997) - Terenci Moix (1997) - Jesús Moncada (1997) - Quim Monzó (1997) - Miquel de Palol (1997) - Robert Saladrigas (1997) - Isabel-Clara Simó (1997) - Avel·lí Artís Gener (1998) | - Miquel Martí i Pol (1998) - Carme Riera (1998) - Maria de la Pau Janer (1999) - Albert Jané (1999) - Francisco Candel (2000) - Maria Barbal (2000) - Josep Maria Espinàs (2001) - Maria Mercè Roca (2001) - Albert Manent (2001) - Joaquim Molas (2002) | - Miquel Batllori (2002) - Josep Palau i Fabre (2003) - Josep Maria Castellet (2003) - Josep Maria Cadena (2004) - Ramon Folch i Camarasa (2004) - Baltasar Porcel (2005) - Ignasi Riera (2005) - Marta Pessarrodona (2006) - Emili Teixidor (2007) - Josep Vallverdú (2008) | - Joan Margarit (2009) - Josep Termes (2010) - Màrius Serra (2011) - Enric Casasses (2012) - Jordi Coca (2013) - Narcís Comadira (2014) - Josep Fontana (2015) - Andreu Martín (2016) - Joaquim Carbó (2017) - Olga Xirinacs (2018) |